# Нурма (Волховский район)
Ну́рма — деревня в Кисельнинском сельском поселении Волховского района Ленинградской области.

## История
На карте Санкт-Петербургской губернии Ф. Ф. Шуберта 1834 года упоминается деревня Нурма, состоящая из 30 крестьянских дворов.

НУРМА — деревня принадлежит графу Паскевичу-Эриванскому, число жителей по ревизии: 90 м. п., 88 ж. п. (1838 год)

На карте профессора С. С. Куторги 1852 года отмечена деревня Нурма из 30 дворов.

НУРМА — деревня княгини Волконской, по просёлочной дороге, число дворов — 27, число душ — 68 м. п. (1856 год)

НУРМА — деревня владельческая при колодцах, число дворов — 27, число жителей: 66 м. п., 94 ж. п.; Часовня православная. (1862 год)

В 1865—1866 годах временнообязанные крестьяне деревни выкупили свои земельные наделы у княгини А. И. Волконской и стали собственниками земли.
В апреле 1872 года в деревне случился пожар, сгорело 81 и было повреждено 6 построек.
В конце XIX века деревня административно относилась к Песоцкой волости 1-го стана Новоладожского уезда Санкт-Петербургской губернии, в начале XX века — 4-го стана.

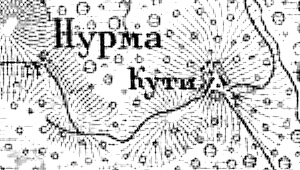
Деревня Нурма на карте 1915 года

Согласно военно-топографической карте Петроградской и Новгородской губерний издания 1915 года в деревне Нурма находились 2 ветряные мельницы.
С 1917 по 1923 год деревня Нурма входила в состав Нурминского сельсовета Песоцкой волости Новоладожского уезда.
С 1923 года — в составе Шумской волости Волховского уезда.
С 1924 года — в составе Чаплинского сельсовета.
С 1926 года — в составе Нурминского сельсовета Октябрьской волости. Согласно данным переписи населения СССР 1926 года в деревне Нурма проживали 207 человек — все русские.
С 1927 года — в составе Волховского района.
В 1928 году население деревни Нурма также составляло 207 человек.
По данным 1933 года деревня Нурма входила в состав Кисельницкого сельсовета Волховского района.

План деревни Нурма. 1941 год

Согласно топографической карте РККА 1941 года деревня насчитывала 32 двора. На западной окраине деревни находилась ветряная мельница.
С 1954 года — в составе Чаплинского сельсовета.
В 1958 году население деревни Нурма составляло 89 человек.
По данным 1966, 1973 и 1990 годов деревня Нурма также входила в состав Чаплинского сельсовета Волховского района.
В 1997 году в деревне Нурма Кисельнинской волости проживали 4 человека, в 2002 году — 7 человек (все русские).
В 2007 году в деревне Нурма Кисельнинского СП — 3 человека.

## География
Находится в западной части района на автодороге 41К-383 (подъезд к садоводству Пупышево), между федеральной автомагистралью Р21 (E 105) «Кола» (Санкт-Петербург — Петрозаводск — Мурманск) и железнодорожной станцией Пупышево.
Расстояние до административного центра поселения — 8 км.
Расстояние до ближайшей железнодорожной станции Волховстрой I — 22 км.
К западу от деревни протекает река Речка (Эхма), левый приток реки Елены (Ладожки).

## Демография
| 1862 | 2007 | 2010 | 2017 |
| ---- | ---- | ---- | ---- |
| 160  | ↘3   | ↘1   | ↗4   |

### Национальный состав
Согласно данным Всероссийской переписи населения 2021 года в деревне проживали 3 человека, все русские.